# Technobabylon
Technobabylon ist ein Point-and-Click-Adventure im Stile der frühen 90er Jahre mit Cyberpunk-Thematik, das von Technocrat Games produziert und von Wadjet Eye Games veröffentlicht wurde.

## Spielprinzip
Die Steuerung erfolgt nach dem Point-and-Click-Prinzip. Mit der rechten Maustaste wird betrachtet, mit der linken interagiert. Das Inventar erscheint beim Fahren über dem rechten unteren Bildschirmrand. Eine moderne Komfortfunktion wurde eingefügt, bei der Gegenstände nach erfolgloser Kombination ausgewählt bleiben. Zudem speichert eine Autosave-Funktion regelmäßig den Spielstand.

## Handlung
Im Jahr 2087 ist Gentechnik die Norm. Die Süchtig machende virtuelle Realität Trance hat alle menschlichen Interaktionen verdrängt. Eine omnipräsente Künstliche Intelligenz namens Central steuert die City of Newton am Horn von Afrika. Die Polizisten Charlie Regis und Max Lao untersuchen den Fallen eines Serien-Mindjackers, der sich in die neuralen Netze von normalen Bürgern einklinkt, deren Wissen stiehlt und sie dann tötet. Eine agoraphobe Netz-Süchtige namens Latha Sesame könnte sein nächstes Ziel sein.

## Entwicklung
Technobabylon begann 2010 als Übungsprojekt, um Adventure Game Studio kennen zu lernen. Es handelte sich um ein einfaches Escape Game, das nach Veröffentlichungen positiv aufgenommen wurde. Teil 2 erweiterte das Spiel, um mehr Charaktere und begann die Welt aufzubauen. Nach viereinhalb Jahren war das Spiel fertig gestellt. James Dearden schrieb die Geschichte und entwickelte die Spielwelt. Ben Chandler war für die Grafiken verantwortlich. Da dieser Probleme mit der Perspektive hatte, wurden die Szenen zunächst von James Dearden grob in Blender modelliert und die Render dann von Ben Chandler übermalt und mit Details versehen. Ben Chandler, der zu dem Zeitpunkt Vollzeit bei Wadjeteye Games angestellt war, unterstützte bei der Vollendung. Dave Gilbert war für die Vertonung verantwortlich. Die Charakterportraits stammen von Ivan Ulyanov. Ursprünglich war ein episodisches Format geplant, um die Motivation der Entwickler aufrechtzuerhalten. Dies wurde jedoch fallen gelassen, um den Erzählstrang zusammenzuhalten und das Spiel einfacher zu vermarkten. Technobabylon ist jedoch weiterhin in Kapitel untergliedert.

## Rezeption
Technobabylon sei technisch unscheinbar, generisch betitelt und auf Retro getrimmt. Cyberpunkt-Spiele wie Deus Ex lassen zwar im Gameplay mehr Freiheiten, die Geschichte von Technobabylon sei hingegen spannender und intelligenter erzählt. Die futuristische Technik sei tief in die Rätselmechaniken eingearbeitet. Nicht nur die Optik, sondern auch das Spielgefühl sei ein wie ein Adventure der 1990er Jahre. Das Design der Rätsel sei anspruchsvoll und stecke voller motivierender Ideen. Jedoch entstehen auch oft Leerlaufphasen, die in modernen AAA-Spielen so nicht mehr auftreten. Das Szenario sei klasse umgesetzt und erinnere an Beneath a Steel Sky. Technobabylon böte eine gut angelegte und spannende Story, verknüpft mit abwechslungsreichen und durchdachten Rätseln. Die Pixelgrafik und die rein englische Sprache können abschrecken. Die düstere Geschichte erinnere an den Sega-Megadrive-Titel Snatcher. Die musikalische Untermalung ergänze das Spielgefühl. Die Geschichte sei vielschichtig und überraschend. Das Rätseldesign sei recht klassisch. Die Situationen, in denen Charaktere sterben können oder Objekte nicht präsent genug platziert sind, seien teils schwach. Es gehöre dennoch zu den besten modernen Indie-Pixel-Adventures. Der Umfang sei zufriedenstellend.

### Auszeichnungen
AGS Awards
- Best Game Created with AGS 2015
- Best Writing 2015
- Best Gameplay 2015
- Best Puzzles 2015
- Best Background Art 2015
- Best Character Art 2015
- Best Animation 2015
- Best Music & Sound 2015
- Best Voice Work 2015